# 1609年官方債項法令
《1609年官方債項法令》（英語：Crown Debts Act 1609；7 Jac 1 c 15）是英格蘭國會的一項法令。
生效日期的字句由《1948年成文法編正法令》第1條及附表1廢除。
整部法令當時尚未廢除的條文由《1969年成文法（廢除）法令》第1條及附表第VII部廢除。